# Hasan al-ʿAskarī

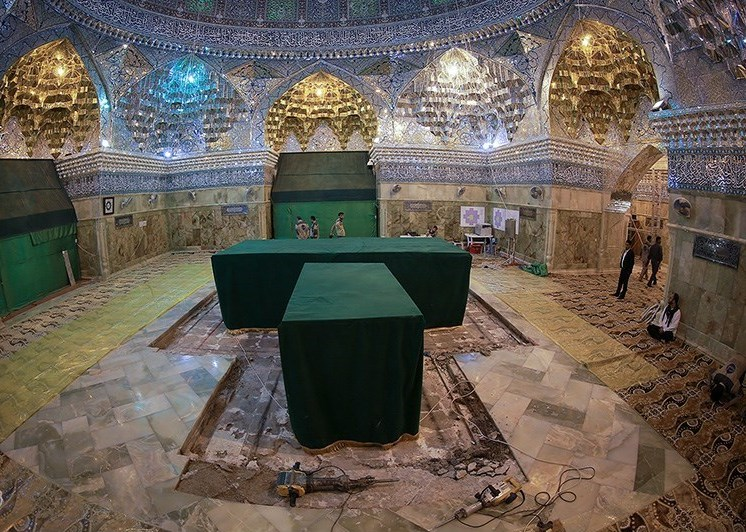
Der al-Askari-Schrein in Samarra 2017

Abū Muhammad al-Hasan ibn ʿAlī al-ʿAskarī (arabisch أبو محمد الحسن بن علي العسكري, DMG Abū Muḥammad al-Ḥasan ibn ʿAlī al-ʿAskarī; * 6. Dezember 846 in Medina; † 27. Januar 874 in Samarra) war ein Nachfahre des Propheten Mohammed, der von den Zwölferschiiten, den türkischen Aleviten und den Alawiten als der elfte Imam verehrt wird. Er war der Sohn von ʿAlī al-Hādī an-Naqī und seiner Sklavin ʿAsafān, die Hasan später in Hudaith umbenannte.

## Leben

### Frühe Jahre
Nachdem der Abbasidenkalif al-Mutawakkil 'alā 'llāh Hasans Vater ʿAlī al-Hādī um 848 nach Samarra beordert und ihn dort unter Hausarrest gestellt hatte, verbrachte auch sein Sohn Hasan al-Askari fast sein gesamtes Leben unter Arrest in seinem Haus in Samarra. Während seiner Gefangenschaft wurden ihm nur einige wenige Besuche in Bagdad gewährt, die allerdings immer unter Bewachung stattfanden. Er heiratete eine byzantinische Sklavin namens Nargis Chatun. Er verfasste zudem auch einige Kommentare, die von späteren Gelehrten genutzt wurden. Hasans Vater ʿAlī al-Hādī hatte zunächst seinen ältesten Sohn Abū Dschaʿfar Muhammad als Nachfolger designiert. Da dieser aber noch zu seinen Lebzeiten starb, setzte er Hasan als Nachfolger ein.

### Streit mit dem Bruder um das Imamat
Nach dem Tod von ʿAlī al-Hādī ging das Imamat auf Hasan über. Einige von seinen Anhängern schrieben ihm prophetische oder sogar göttliche Qualitäten zu. Hierzu gehörten insbesondere die Anhänger von Muhammad ibn Nusair an-Namīrī, die zu jener Zeit als Namīrīya bekannt waren, später aber als Nusairīya bezeichnet wurden.
Daneben gab es aber eine andere Gruppe von Imamiten, die von Fāris ibn Hātim angeführt wurden und Hasans Bruder Dschaʿfar als den rechtmäßigen Imam betrachteten. Einige von ihnen behaupteten, dass ʿAlī al-Hādī zunächst seinen Sohn Muhammad designiert und diesem noch vor seinem Tod die Paraphernalien des Imamats überreicht habe; dieser habe sie dann über seinen Sklaven an-Nafīs an Dschaʿfar weitergereicht. Die Anhänger von Fāris waren in ihrer Gegnerschaft zu Hasan und seinen Anhängern sehr direkt, warfen ihm vor, für die Position eines Imams nicht ausreichend gebildet zu sein, und beschimpften seine Anhänger als "Eselspartei" (ḥimārīya). Einige von ihnen gingen sogar so weit, Hasan und seine Anhänger für Ungläubige zu erklären. Hieraus gab sich eine lang anhaltende Feindschaft zwischen Hasan und seinem Bruder, dem Hasans Anhänger moralische Korruptheit vorwarfen.
Die Auseinandersetzungen zwischen Hasan und Dschaʿfar wurden im Laufe der Zeit immer gewaltsamer ausgetragen. So wurde der Sklave an-Nafīs, auf den sich die Partei Dschaʿfars berief, in einem Teich ermordet aufgefunden. Und zwei Mitglieder der imamitischen Gemeinde von Samarra, die sich Dschaʿfar angeschlossen hatten, wurden von Hasans Anhängern aus der Stadt getrieben und mussten nach Kufa flüchten.

### Tod und Begräbnis
Hasan al-ʿAskarī starb am 27. Januar 874, im jungen Alter von 28 Jahren. Seinem Begräbnis wohnten eine große Zahl von Menschen bei, darunter auch der Kalif al-Mutamid. Das Totengebet sprach nach an-Naubachtī Abū ʿĪsā, der Sohn des Kalifen al-Mutawakkil. Da Hasan keinen „offenkundigen Sohn“ (walad ẓāhir) hinterließ, wurde sein Erbe gemäß dem sunnitischen Erbrecht zwischen seinem Bruder Dschaʿfar und seiner Mutter Hudaith aufgeteilt. Hasan al-ʿAskarī wurde in seinem Haus in dem Raum begraben, in dem auch sein Vater begraben worden war.

## Nachfolgekrise
Hasans Mutter Hudaith, die sich zur Zeit des Todes ihres Sohnes in Medina befunden hatte, eilte nach seinem Tod nach Samarra, um zu verhindern, dass sich Dschaʿfar das Erbe ihres Sohnes aneignete. Sie stellte die Behauptung auf, dass eine von Hasans Sklavinnen von ihm schwanger war. Dschaʿfar, der dies als eine Erfindung betrachtete, die darauf abzielte, ihn vom Erbe auszuschließen, denunzierte Hudaith bei der Regierung. Die Auffassung, dass Hasan einen Sohn gehabt habe, wurde auch von ʿUthmān ibn Saʿīd al-ʿAmrī, einem der engsten Anhänger Hasans, vertreten. Er verkündete, dass der Imam seinen Sohn als Nachfolger eingesetzt habe, man diesen jedoch versteckt habe, um zu verhindern, dass die Regierung ihn gefangen nimmt und tötet. Viele Anhänger Hasans hegten allerdings Zweifel an der Existenz dieses Sohnes.
Auf diese Weise kam es zu einer Spaltung unter Hasans Anhängerschaft. Während Hasans Mutter und seine Tante Hakīma, die Tochter von Muhammad al-Dschawād, die Existenz und das Imamat von Hasans Sohn bekräftigten, unterstützte Hasans Schwester, den Imamatsanspruch von Dschaʿfar. Beide Parteien genossen die Unterstützung verschiedener Regierungsvertreter (arbāb ad-daula). Die Behauptung von Hasans Mutter erwies sich am Ende allerdings als haltlos, die Sklavin war nicht schwanger. Nach einem Streit, der sieben Jahre dauerte, wurde das Erbe schließlich zwischen Hudaith und Dschaʿfar aufgeteilt.
Insgesamt spalteten sich die Imamiten nach Hasans Tod in zahlreiche Gruppen auf, die von den imamitischen Gelehrten al-Qummī und an-Naubachtī, die beide Anfang des 10. Jahrhunderts doxographische Werke verfassten, genauer beschrieben werden. Während al-Qummī in seinem "Buch der Lehren und Sekten" (Kitāb al-Maqālāt wa-l-firaq) insgesamt 15 Gruppen nennt, zählt an-Naubachtī 13 Gruppen. Die von an-Naubachtī genannten Gruppen sind die folgenden:
- 1. Gruppe: sie nahm an, dass Hasan nur entrückt sei und als Mahdi zurückkehren werde.
- 2. Gruppe: sie lehrte, dass er gestorben sei, aber wieder zum Leben erweckt werde.
- 3. Gruppe: sie wurde von ʿAlī ibn at-Tāhin aus Kufa angeführt und meinte, dass Hasan vor seinem Tod seinen Bruder Dschaʿfar als Nachfolger designiert habe. Sie berief sich dabei auf die Lehre der Futhīya, die in ähnlicher Weise behauptete, dass nach dem Tod von Dschaʿfar as-Sādiq dessen Sohn ʿAbdallāh das Imamat auf seinen Bruder Mūsā übertragen habe.[19]
- 4. Gruppe: sie behauptete, dass Hasan nie Imam gewesen sei, sondern sein Vater ʿAlī das Imamat von Anfang an auf seinen Bruder Dschaʿfar übertragen habe.
- 5. Gruppe: sie schloss sich denjenigen an, die meinten, dass nach dem Tod von Hasans Vater ʿAlī das Imamat auf dessen Sohn Muhammad, einen Bruder Hasans, übergegangen sei.
- 6. Gruppe: sie lehrte, dass Hasan doch einen Sohn hinterlassen habe, den er Muhammad genannt und zum Nachfolger bestimmt, allerdings aus Furcht vor seinem Bruder Dschaʿfar verborgen hatte.
- 7. Gruppe und 8. Gruppe: sie lehrten, dass erst nach Hasans Tod ein Sohn von ihm geboren wurde und er verfügt hatte, dass er Muhammad heißen solle. Dieser Sohn sei aber entrückt und unsichtbar.
- 9. Gruppe: sie meinte, dass Hasan kinderlos gestorben sei und das Imamat mit ihm geendet habe, Gott aber irgendwann einen Qā'im aus der Nachkommenschaft Muhammads senden werde.
- 10. Gruppe: sie meinte wie die 4. Gruppe, dass Hasans Bruder Dschaʿfar der Imam sei, vertrat jedoch die Auffassung, dass er dieses nicht von seinem Vater erhalten habe, sondern dieser zunächst seinen Sohn Muhammad designiert habe, nach dessen Tod das Imamat aber über einen Mittelsmann, den Sklaven an-Nafīs, an  Dschaʿfar übergegangen sei. Die Gruppe wurde Nafīsīya genannt.
- 11. Gruppe: sie nahm Hasans Tod an, war davon überzeugt, dass es einen Imam geben müsse, enthielt sich jedoch aufgrund der allgemeinen Unsicherheit jeglicher Meinung.
- 12. Gruppe: sie lehrte, dass es einen Imam aus der Nachkommenschaft Hasan al-ʿAskarīs gebe, hielt es jedoch für unzulässig, Aussagen über dessen Namen und Identität zu machen, nach seinem Aufenthaltsort zu fragen oder Nachforschungen über ihn anzustellen. Diese Gruppe bezeichnet an-Naubachtī als Imāmīya.
- 13. Gruppe: sie nahm wie die 3. Gruppe an, dass das Imamat nach Hasans Tod auf seinen Bruder Dschaʿfar übergegangen sei, lehrte jedoch nicht, dass es eine Designation gegeben habe.

## Seine Rolle im Glauben der Zwölfer-Schia

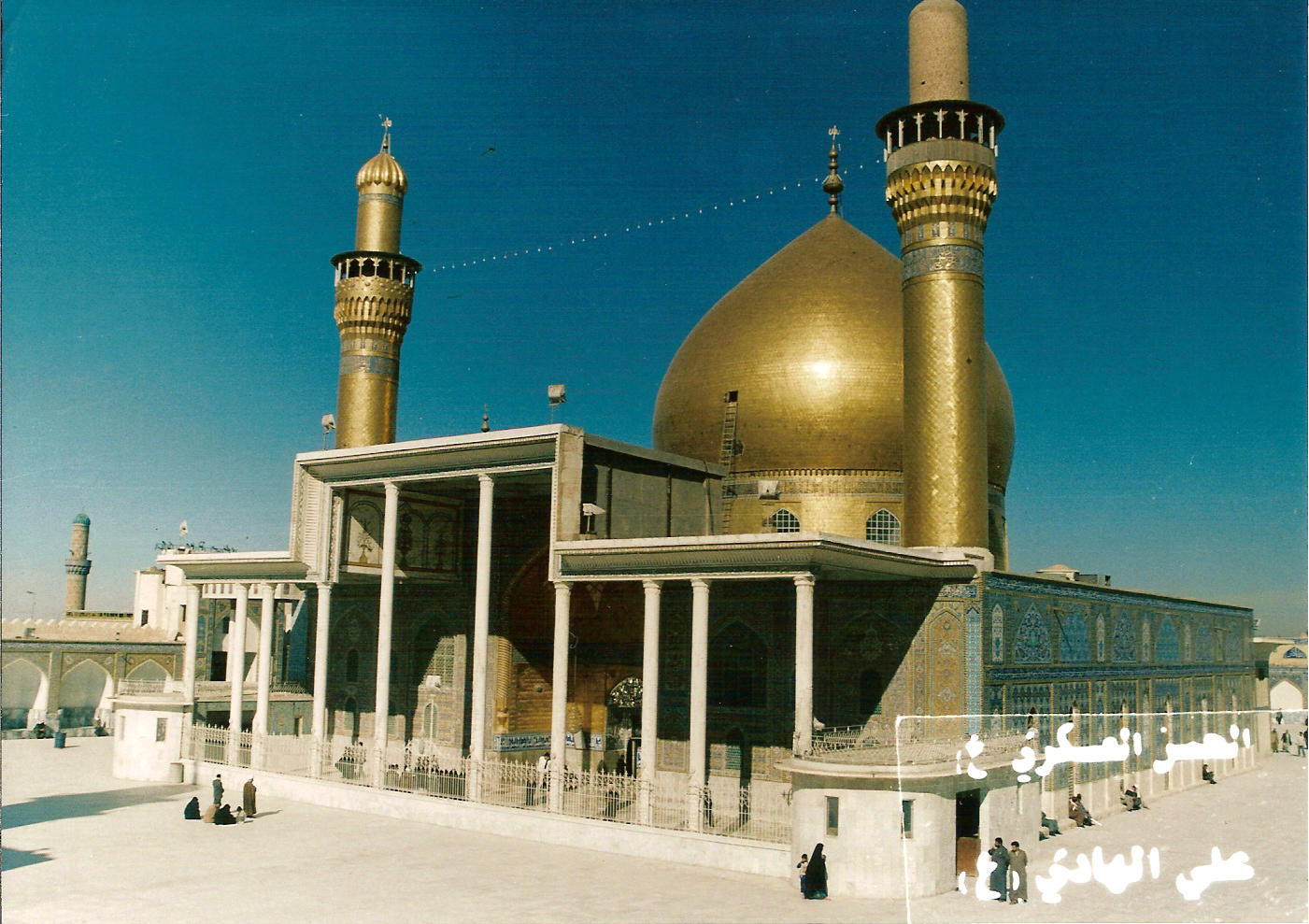
Der al-Askari-Schrein vor 2006

Es war eine Lehre ähnlich derjenigen der sechsten Gruppe, die sich schließlich in der Zwölfer-Schia durchsetzte. Nach der Überzeugung der Zwölfer-Schiiten hinterließ Hasan einen Sohn, der zum Zeitpunkt seines Todes gerade erst fünf Jahre alt war. Der zwölfer-schiitische Glaube sieht Muhammad al-Mahdī als den Mahdi, der am Ende der Zeit wieder erscheinen soll, um die Welt mit Frieden und Gerechtigkeit zu erfüllen. Zwölferschiitische Quellen erzählen, dass, als sich Hasans Bruder Dschaʿfar auf das Begräbnisgebet vorbereitete, Hasans Sohn herantrat und ihn bat, beiseitezutreten, da nur ein Imam das Begräbnisgebet eines Imams führen könne. Dschaʿfar trat beiseite, und das Gebet wurde vom fünfjährigen Sohn des Verstorbenen geführt.
Über Hasans Grab wurde später ein Mausoleum errichtet. Dieser Al-Askari-Schrein wird von den Zwölfer-Schiiten als heilig betrachtet. Durch einen terroristischen Anschlag am 22. Februar 2006 wurde der Schrein der beiden Imame stark beschädigt, woraufhin es im gesamten Irak zu schiitisch-sunnitischen Auseinandersetzungen kam.

## Belege
1. ↑  Vgl. an-Naubaḫtī: Kitāb Firaq aš-šīʿa. 1931, S. 79, Z. 15.
2. ↑  Vgl. Modarressi: Crisis and Consolidation. 1993, S. 65.
3. ↑  Vgl. Naubaḫtī: Kitāb Firaq aš-šīʿa. 1931, S. 78.
4. ↑  Vgl. Modarressi: Crisis and Consolidation. 1993, S. 75.
5. ↑  Vgl. Modarressi: Crisis and Consolidation. 1993, S. 74.
6. ↑  Vgl. Modarressi: Crisis and Consolidation. 1993, S. 75.
7. ↑  Vgl. an-Naubaḫtī: Kitāb Firaq aš-šīʿa. 1931, S. 79.
8. ↑  Vgl. Naubaḫtī: Kitāb Firaq aš-šīʿa. 1931, S. 79.
9. ↑  Vgl. Modarressi: Crisis and Consolidation. 1993, S. 78.
10. ↑  Vgl. an-Naubaḫtī: Kitāb Firaq aš-šīʿa. 1931, S. 79.
11. ↑  Vgl. Modarressi: Crisis and Consolidation. 1993, S. 78.
12. ↑  Vgl. Modarressi: Crisis and Consolidation. 1993, S. 77.
13. ↑  Vgl. Modarressi: Crisis and Consolidation. 1993, S. 79.
14. ↑  Vgl. Modarressi: Crisis and Consolidation. 1993, S. 82f.
15. ↑  Vgl. Ibn Hazm: al-Fiṣal fī l-milal wa-n-niḥal wa-l-ahwāʾ wa-n-niḥal. Ed. M.I. Naṣr und ʿAbd ar-Raḥmān ʿUmaira. Riyad 1982. Bd. IV, S. 158.
16. ↑  Vgl. Modarressi: Crisis and Consolidation. 1993, S. 79.
17. ↑  Saʿd ibn ʿAbdallāh al-Ašʿarī al-Qummī: Kitāb al-Maqālāt wa-l-firaq. Ed. Muḥammad Ǧawād Maškūr. Maṭbaʿat-i Ḥaidarī, Teheran, 1963. S. 102–116.
18. ↑  Vgl. an-Naubaḫtī: Kitāb Firaq aš-šīʿa. 1931, S. 79–94.
19. ↑  Vgl. an-Naubachtī: Kitāb Firaq aš-šīʿa. 1931, S. 82.
20. ↑  Vgl. Halm: Die Schia. 1988, S. 41.

| Personendaten    | Personendaten                                               |
| ---------------- | ----------------------------------------------------------- |
| NAME             | Hasan al-ʿAskarī                                            |
| ALTERNATIVNAMEN  | Hasan ibn ʿAlī al-ʿAskarī                                   |
| KURZBESCHREIBUNG | elfter Imam nach dem Glauben der Zwölferschiiten (Imamiten) |
| GEBURTSDATUM     | 6. Dezember 846                                             |
| GEBURTSORT       | Medina                                                      |
| STERBEDATUM      | 27. Januar 874                                              |
| STERBEORT        | Samarra                                                     |